# Calydna punctata
Calydna punctata är en fjärilsart som beskrevs av Felder 1867. Calydna punctata ingår i släktet Calydna och familjen Riodinidae. Inga underarter finns listade i Catalogue of Life.